# Les Heures précieuses
Les Heures précieuses és una pel·lícula quebequesa realitzada el 1989 per Marie Laberge i Mireille Freu.

## Argument
La pel·lícula conta els últims dies de vida d'alguns de residents d'una casa de cures pal·liatives.

## Repartiment
- Paule Baillargeon.
- Micheline Bernard.
- Raymond Bouchard.
- Martin Drainville.
- Denise Gagnon.
- Dorothy Berryman.
- Linda Sorgini.

## Rebuda
Un hospici, la Casa Potvin? No, un jardí de vida, on l'amor es cultiva cada dia! Hi són ells i elles, de tota edat i de tota condició, en fase terminal... I després hi ha els altres, els parents propers, benèvols sobretot, la devoció incansable dels quals és un bàlsam. Però... com domesticar la mort? A aquesta pregunta, cada protagonista respon a la seva manera. Aquesta pel·lícula posa en escena una plèiade d'actors, entre els quals Paule Baillargeon, Micheline Bernard, Raymond Bouchard, Martin Drainville, Denise Gagnon, Dorothy Berryman i Linda Sorgini.
Marie Laberge ha imaginat, tant al teatre com a les seves novel·les, personatges femenins que són a la recerca de les seves vies, que assumien els seus drets i els seus desitjos. L'evolució de la condició de les dones sempre l'ha fascinat. Però no es considera com una escriptora feminista. Es defineix més aviat com una dona que escriu, ben conscient tanmateix que posseeix una influència, un poder, en la nostra societat. Una influència que passa per l'emoció :
«No crec, ni que sigui una vegada, en la creació necessàriament patidora, però sé que quan l'emoció fa anar la meva ploma, que quan jo ratllo les meves frases perquè les llàgrimes m'ofeguen i que cal continuar escrivint perquè finalment atenyo el cor de les meves paraules, el cor de la meva angoixa i, diguem-ho doncs, del meu sofriment, sé que lliuro llavors un secret fonamental que fins i tot jo ignorava i que es resisteix a la meva anàlisi. S'aprèn a veure a través de les llàgrimes. No és una raó per parar. O callar-se. »